# 사회파시즘
사회파시즘(독일어: Sozialfaschismus, 영어: Social fascism)은 독일의 공산주의자들이 독일의 사회민주주의자, 온건적 사회주의자, 개혁적 사회주의자들을 향해 불렀던 멸칭이다. 이 용어가 생겨났을 당시 각 사회주의당의 다수파를 차지했던 사회민주주의자들은 제1차 세계 대전을 옹호하고 청년 징병제를 옹호했으며, 금융자본주의를 인정하여, 타국에 대한 착취를 정당화했다. 또한 국제 혁명 방식에 있어서 노동자 국제주의(노동자들의 국제 연대)를 주장한 공산주의자들과는 달리, 사회민주주의자들은 각자의 자국을 중심으로 노조 운동을 하자는 국가주의 정책을 펼치기도 하였다. 예로 공산주의자들은 '세계 노동자의 단결'을 말하는 반면 사회민주주의자들은 '(외국의 노동자 계급에 대항하여) 자국의 노동자 계급 단결·보호'를 주장하며, '외국과의 약탈 전쟁을 위해 조직된 노동자 군대가 필요하다'고 주장하기도 하였다. 이처럼 사회민주주의자들이 사회주의와 비슷한 말투와 비슷한 단어를 쓰면서도 공산주의자들에게 있어선 자신들 이론의 심각한 왜곡으로 보이며 비슷한 말투/단어로 노동자들에게 혼란을 주는 주장을 하였다. 이는 공산주의자들이 사회민주주의를 사회파시즘, 수정주의, 개량주의, 온건한 제국주의 등으로 칭하는 근거 중 하나가 되며, 공산주의자의 사회민주주의에 대한 적대감을 형성하는 원인 중 하나가 된다. 그리고 사회민주주의자들이 애국과 '(외국의 노동자 계급에 대항하여) 자국 노동자 계급 보호' 등을 외치며 전쟁에 찬성하고 찬동하였는데, 이 또한 사회민주주의자들을 사회파시스트라 부르는 근거가 되었다.
그리고 바이마르 공화국에서 독일 사회민주당이 정권을 잡은 시기에는 그 어떤 극우 세력보다도 독일 공산당을 탄압했기 때문에, 국제 공산주의자들은 사회민주주의자들을 극우 세력보다 더 위험한 파시스트로 보았다. 또한, 공산주의자들은 이론적으로 사회민주주의가 노사 협조를 강조하면서 그것이 파시즘의 계급협조랑 유사하다 하여 역시 이론적으로도 파시스트적이라고 비판했다. 그리고 1919년 일명 '사회개량학파'와 '마르크스주의파'가 결별하면서 인터내셔널은 분열되고 공산주의자들이 다수 차지한 코민테른이 성립되었다.
1920년대에서 1930년대 사이 나치가 정치권에 진입하면서 독일 사회민주당의 입지는 좁아지기 시작했다. 나치가 1933년에 집권하면서 축출당한 독일의 사회민주주의자들은 독일 공산주의자들과 연대해 반-나치 레지스탕스 운동을 펼치려 했으나, 당시 코민테른의 실질적 주도자였던 이오시프 스탈린은 "사회민주주의자들은 사회주의의 탈을 쓴 파시스트들이며, 국제 노동운동을 배신한 배신자들이다."라고 하여, 사회민주주의자들은 공산주의자들에게 사회파시스트라고 불리며 적대 관계를 형성해야 했다.

## 개요
1910년대 사회민주주의자들의 대대적인 공산주의자 탄압 이후 1924년 9월 제5차 코민테른에서 스탈린은 공식적으로 사회민주주의를 파시즘과 동일시했고, 1928년 제6차 코민테른 대회에서는 '사회파시즘론'이 정식으로 채택되면서 공산주의자들과 사회민주주의자들 간의 대립이 최고조에 올랐다. 이러한 코민테른의 강령은 공산주의자들이 사회민주주의자들을 경멸하게 된 원인이 되었다. 그리하여 같은 좌익의 대열에 서 있던 독일 사회민주당과 독일 공산당은 좌익과 우익의 관계보다 대립 관계가 짙었다. 코민테른의 국제 공산주의 운동 강령이 있고 나서 1933년 나치 정권이 수립되고 1935년까지 반-나치 사회민주주의자들은 공산주의자들에게 경멸당하는 존재였다.
그러나 나치 정권이 들어서고 나서 독일 공산당 역시 폭압적 탄압을 받았고 여러 사회민주주의를 표방하는 노동 운동 단체와 분열되어 이론적 단결을 쉽게 할 수 없었다. 이 때문에 1935년 제7회 인민대회에서 게오르기 디미트로프가 주장한 국제 공산주의자들의 반-나치 빨치산 전술인 '인민전선론'이 채택되었다. 이는 나치 지배하에 잠시 사회민주주의와 연대를 하여 이론적 단결을 해 혁명적 노동 운동을 성공적으로 이끌자는 공산주의자들의 방안이었다. 이로써 공산주의자들은 사회민주주의자들과 연대할 필요성을 느꼈다. 그리하여 공산주의자들은 '사회파시즘론'을 한 수 접고 사회민주주의자들과 연대하면서 사회파시즘론도 점점 잊히게 된다.

## 공산주의자들과 사회민주주의자들의 논쟁
사회민주주의(이하 사민주의)자들은 사회파시즘론을 반박하면서 공산주의(특히 스탈린주의)가 더 파시스트적이며 역으로 좌익 파시즘이라고 공산주의자들을 비판했다. 반면 이에 대해 공산주의자들은 "제국주의 세력이 날조, 왜곡, 조작한 것들을 근거로 삼아 공산주의를 비난하는 것이야말로 제국주의 논리에 찬동하는 사민주의의 제국주의적 본질"이라고 비판한다. 지금 와서 사회파시즘과 좌파파시즘 두 단어 모두 자주 쓰이지는 않지만, 이러한 사민주의와 공산주의의 대립 관계와 서로 간의 어느 정도의 적대감은 두 이론의 커다란 차이와 함께 항상 있어 왔다. 대한민국의 경우는 오늘날 두 사상이 대립하는 사항 중 대표적인 것 중 하나로는 조선민주주의인민공화국에 대한 입장이 있다. 공산주의자(마르크스-레닌주의자)들은 제국주의에 맞서 조선민주주의인민공화국을 지지하는 반면 사민주의자들은 일반적인 반공주의자들과 비슷하게, 독재국가라는 등을 이유로 조선민주주의인민공화국을 비판한다.

## 같이 보기
- 계급협조론
- 파시즘
- 사회민주주의
- 독일 사회민주당
- 독일 공산당
- 코민테른